# Mátraballa

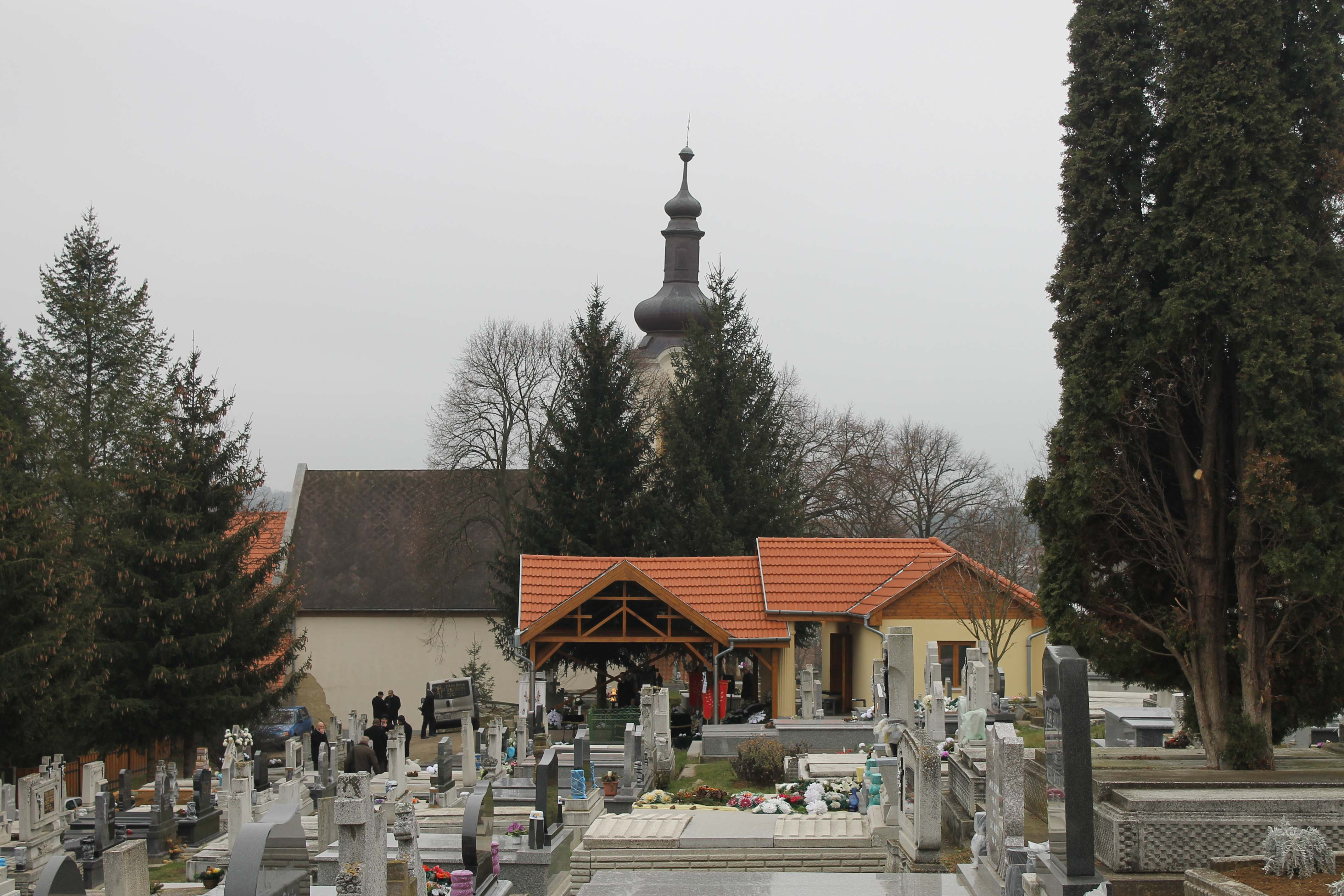
Mátraballa temetője, háttérben a templommal

Mátraballa község Heves vármegye Pétervásárai járásában.

## Fekvése
A Mátra északi lábánál található a település, közvetlenül a nógrádi vármegyehatár mellett. Szomszédos települései északnyugat és észak felől Nádújfalu, északkelet felől Ivád, kelet felől Pétervására és Kisfüzes, délkelet felől Mátraderecske, dél felől Bodony, nyugat felől pedig Mátramindszent. A falu határában csak alacsonyabb magaslatok találhatók, a környék legmagasabb pontja a 305 méteres Bolya-bérc. Területe a Tarna vízgyűjtőjéhez tartozik, a falun keresztülfolyó patak a kis folyó felső szakaszának egyik mellékága.

### Megközelítése
Közúton a Kisterenye (Bátonyterenye) és Tarnalelesz között húzódó 23-as főútról a 2411-es úton Recsk irányába leágazva érhető el a legegyszerűbben Mátraballa, de el lehet jutni a településre a 24-es főút felől is, ehhez Recsknél kell északnyugat felé letérni a főútról ugyancsak a 2411-es úton. A településen áthalad a Kisterenye–Kál-Kápolna-vasútvonal is, de ezen a szakaszon 2007. március 5. óta nincs személyforgalom. A település ma már üzemen kívüli megállóhelyét a 2411-es út felől a 24 307-es számú mellékúton lehet megközelíteni.

## Története
Mátraballa neve először a XIV. század elejéről, 1311-ből bukkan fel írott forrásokból, Ballya formában. Bő egy évszázaddal később, 1447-ben Barla írásmóddal szerepel a település neve egy okleveles forrásban, később jó ideig ez a névalak volt használatos. A XVI. században egy ideig elnéptelenedett, birtokosa ekkoriban Országh Kristóf volt. Miután Országh 1567-ben utód nélkül hunyt el, majd rövid időn belül sógora, Perényi Gábor is, a falu Ónod városának tartozéka lett, és a koronára szállt. I. Miksa király a halála előtti évben, 1575-ben Ungnád Kristóf egri főkapitánynak zálogosította el, majd több kézen keresztüljutva, az 1600-as évek elején a falu nagy része Rákóczi-birtok lett. A Rákócziak birtokrészei a szabadságharc után visszakerültek a korona fennhatósága alá, majd 1730-tól Grassalkovich Antal szerezte meg a község feletti birtokjogot. A XIX. században gróf Károlyi György lett a birtok új tulajdonosa; ekkortájt már a Mátraballa név volt használatos az okiratokban.

## Közélete

### Polgármesterei
- 1990–1994: Bíró János (független)[3]
- 1994–1998: Forgó János (független)[4]
- 1998–2002: Forgó János László (független)[5]
- 2002–2006: Forgó János László (független)[6]
- 2006–2010: Forgó János László (független)[7]
- 2010–2014: Forgó János László (független)[8]
- 2014–2019: Dudás Róbert (Jobbik)[9]
- 2019–2024: Pádárné Gyuricza Henriett (független)[10]
- 2024– : Mayer Péter (Megoldás Mozgalom)[1]

## Népesség
A település népességének változása:
| Lakosok száma | 786  | 764  | 754  | 749  | 671  | 676  | 645  |
|               | 2013 | 2014 | 2015 | 2021 | 2022 | 2023 | 2024 |

2001-ben a település lakosságának 99%-a magyar, 1%-a cigány nemzetiségűnek vallotta magát.
A 2011-es népszámlálás során a lakosok 85,7%-a magyarnak, 0,4% németnek mondta magát (13,8% nem nyilatkozott; a kettős identitások miatt a végösszeg nagyobb lehet 100%-nál). A vallási megoszlás a következő volt: római katolikus 72,4%, református 2,3%, felekezeten kívüli 4,9% (19,4% nem nyilatkozott).
2022-ben a lakosság 93%-a vallotta magát magyarnak, 0,6% cigánynak, 0,1-0,1% németnek, bolgárnak, szlováknak és románnak, 1,6% egyéb, nem hazai nemzetiségűnek (7% nem nyilatkozott; a kettős identitások miatt a végösszeg nagyobb lehet 100%-nál). Vallásuk szerint 58,9% volt római katolikus, 3,6% református, 0,4% evangélikus, 0,1% görög katolikus, 0,7% egyéb keresztény, 1,2% egyéb katolikus, 8,9% felekezeten kívüli (25,9% nem válaszolt).

## Nevezetességei
- Millenniumi csodaszarvas emlékmű – Király Róbert szobrászművész alkotása;
- Tájház – a falusi mindennapok használati tárgyai tekinthetők itt meg;
- Középkori eredetű műemlék templom (1696-ban már biztosan kőtemplom állt ezen a helyen);
- Világháborús hősi emlékmű (a templom előtt);
- Plébánia (Petőfi u. 1.) – műemlék jellegű épület, 1806-ban az Orczy család építette.
- Az aktív kikapcsolódásra vágyóknak felüdülést kínál a falu teniszpályája (amely a Mátra kis számú teniszpályáinak egyike), továbbá a helyi szabadidőpark és kondicionáló terem is.

## Ismert emberek, akik a településhez kötődnek
- Solymár István (1924–1977): művészettörténész, itt töltötte fiatal kora nagy részét, a falu temetőjében nyugszik.
- Solymár József (1929–2013): író, Solymár István öccse, ugyancsak itt töltötte fiatal korának jelentős részét, később itt, illetve a Palócföld más közeli településein gyűjtötte néprajzi ihletésű írásainak történetanyagát, 2013. december 14. óta ugyancsak a falu temetőjében nyugszik.
- Kis Károly (1964–): labdarúgóedző, a 2010–11-es szezonban a Paksi FC vezetőedzőjeként a magyar bajnokság első osztályának második helyezettjeként végzett csapatával, majd az Európa-ligában a 3. selejtezőkörig jutottak. A település szülötte.

## A településen működő civil szervezetek
- Mátraballa Alsófokú Oktatás Fejlesztéséért Közalapítvány – célja: az oktatást segítő eszközök beszerzése; elnök: Deák Imréné.
- Mátraballai Polgárőr Egyesület – vezető: Hajdu Péter
- Nyugdíjas Klub – vezető: Répás Mária[14]
- Futballklub – vezető: Pálfi János; edző: Molnár Zsolt